# Bikini (atol)
Bikini is een vrijwel onbewoond atol van 2,32 vierkante kilometer in Micronesië in de Grote Oceaan. Het maakt deel uit van de Marshalleilanden en bestaat uit 36 eilandjes. De atollagune daartussen meet 594,2 vierkante kilometer. Bikini telt tien inwoners en behoort tot de Ralik-Eilanden.
Tussen 1946 en 1958 experimenteerde de Verenigde Staten er met atoomwapens. Vanaf juli 1946 werden er meer dan twintig waterstof- en atoombommen getest. Voorafgaand aan de tests werd de inheemse bevolking verplaatst naar het atol Rongerik. Eind jaren 60, begin jaren 70 keerden sommigen van de oorspronkelijke bewoners terug van het eiland Kili, maar ze werden weer gedwongen te verhuizen omdat er hoge radioactiviteit op het eiland gemeten werd (zie ook Rongelap). Het eiland is in 2010 op de werelderfgoedlijst geplaatst, voornamelijk omdat het atol als testgebied werd gebruikt.

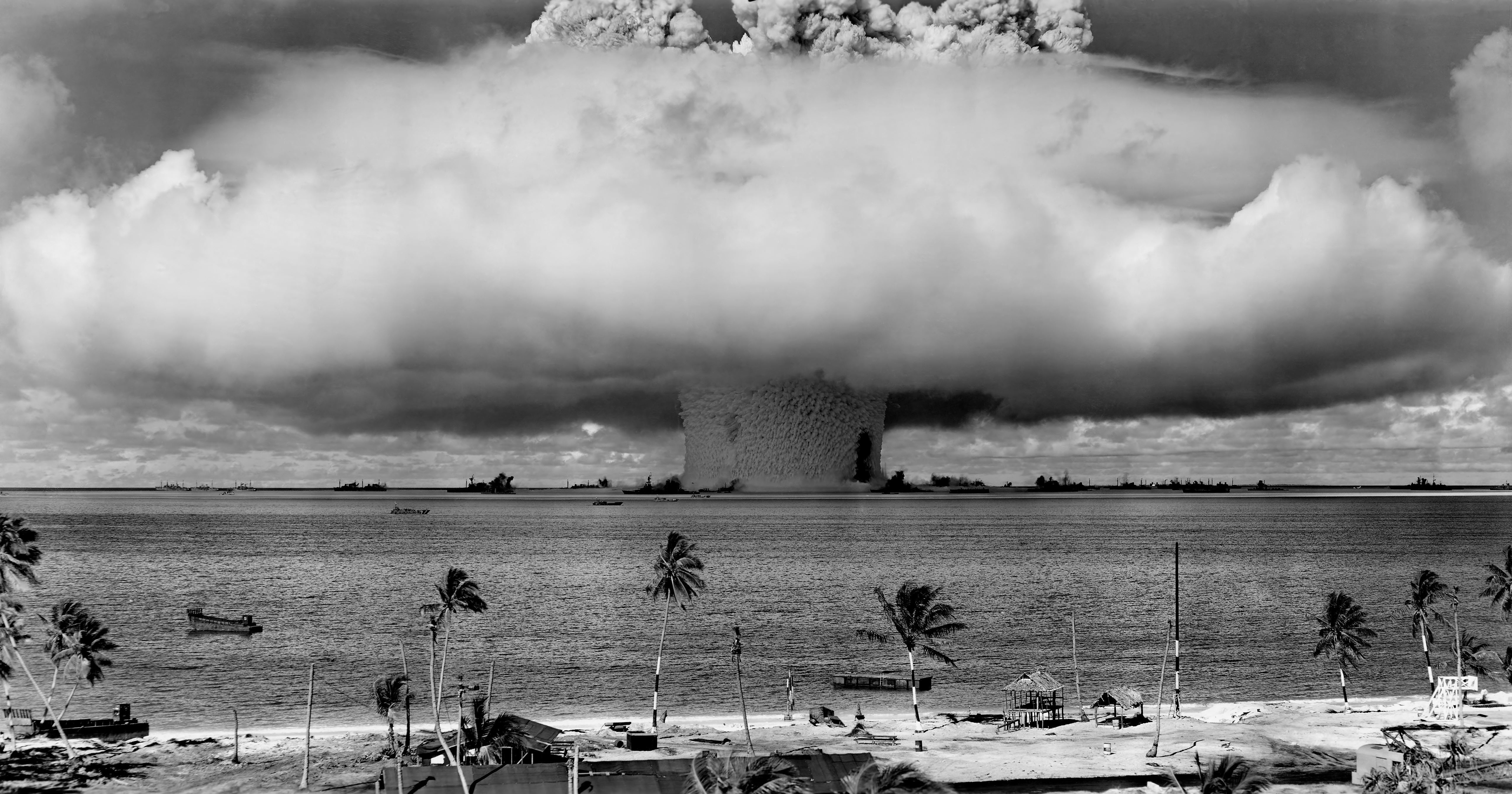
Atoomwapenproef in 1946

## Geografie

### Eilanden
Bikini telt 36 eilanden:
- Adrikan
- Aerokoj
- Aerokojlol
- Aomen
- Bikdrin
- Bikini
- Bokaetoktok
- Bokbata
- Bokdrolul
- Bokonejien
- Bokonfuaaku
- Coca
- Eneman
- Eneu
- Eniairo
- Enidrik
- Ionchebi
- Iroij
- Jelete
- Lele
- Lomilik
- Lukoj
- Nam
- Odrik
- Oroken
- Rochikarai
- Yomyaran
- 9 andere eilanden

## Trivia
- Louis Réard noemde in 1946 het kledingstuk bikini naar dit atol, maar dan met de klemtoon op de tweede lettergreep.
- De animatieserie SpongeBob SquarePants speelt zich af in Bikinibroek (Engels Bikini Bottom), dat onder dit atol ligt.